# Leptopternis maculata
Leptopternis maculata är en insektsart som beskrevs av Vosseler 1902. Leptopternis maculata ingår i släktet Leptopternis och familjen gräshoppor. Inga underarter finns listade i Catalogue of Life.